# Paraguay Open 2025 - Doppio
Il doppio del torneo di tennis professionistico Paraguay Open 2025, facente parte della categoria Challenger 75 nell'ambito dell'ATP Challenger Tour 2025, si è giocato dal 17 al 23 marzo a Asunción, in Paraguay. Tra le coppie partecipanti erano presenti Boris Arias e Federico Zeballos, i detentori del titolo ma sono stati eliminati al primo turno.
In finale Vasil Kirkov e Matías Soto hanno sconfitto Guillermo Durán e Mariano Kestelboim con il punteggio di 6–3, 6–4.

## Teste di serie
1. Cristian Rodríguez /  Marcelo Zormann (quarti di finale)
2. Boris Arias /  Federico Zeballos (primo turno)

1. Vasil Kirkov /  Matías Soto (campioni)
2. Seita Watanabe /  Takeru Yuzuki (primo turno)

## Wildcard
1. Alexander Báez /  Santino Núñez (primo turno)

1. Hernando José Escurra Isnardi /  Martín Antonio Vergara del Puerto (primo turno)

## Alternate
1. Ignacio Monzón /  Lorenzo Joaquín Rodríguez (quarti di finale)

## Tabellone

### Legenda
| - Q = Qualificato - WC = Wild card - LL = Lucky loser | - ALT = Alternate - SE = Special Exempt - PR = Protected Ranking | - w/o = Walkover - r = Ritirato - d = Squalificato |

|  | Primo turno | Primo turno                                  | Primo turno                                  | Primo turno | Primo turno |  |  | Quarti di finale | Quarti di finale                      | Quarti di finale                      | Quarti di finale        | Quarti di finale        |   |      | Semifinali | Semifinali                            | Semifinali               | Semifinali                         | Semifinali                         |   |   | Finale | Finale | Finale | Finale | Finale |  |
|  |             |                                              |                                              |             |             |  |  |                  |                                       |                                       |                         |                         |   |      |            |                                       |                          |                                    |                                    |   |   |        |        |        |        |        |  |
|  | 1           | C Rodríguez M Zormann                        | 2                                            | 6           | [10]        |  |  |                  |                                       |                                       |                         |                         |   |      |            |                                       |                          |                                    |                                    |   |   |        |        |        |        |        |  |
|  |             | V Aboian I Carou                             | 6                                            | 3           | [8]         |  |  | 1                | C Rodríguez M Zormann                 | C Rodríguez M Zormann                 | 4                       | 2                       |   |      |            |                                       |                          |                                    |                                    |   |   |        |        |        |        |        |  |
|  |             | A Huertas del Pino C Huertas del Pino        | 6                                            | 3           | [10]        |  |  |                  | A Huertas del Pino C Huertas del Pino | A Huertas del Pino C Huertas del Pino | 6                       | 6                       |   |      |            |                                       |                          |                                    |                                    |   |   |        |        |        |        |        |  |
|  |             | L Britto D Dutra da Silva                    | 3                                            | 6           | [7]         |  |  |                  |                                       |                                       |                         |                         |   |      |            | A Huertas del Pino C Huertas del Pino | 6                        | 6                                  | [6]                                |   |   |        |        |        |        |        |  |
|  | 3           | V Kirkov M Soto                              | V Kirkov M Soto                              | 6           | 6           |  |  |                  |                                       | 3                                     | V Kirkov M Soto         | 78                      | 3 | [10] |            |                                       |                          |                                    |                                    |   |   |        |        |        |        |        |  |
|  | WC          | A Báez S Núñez                               | A Báez S Núñez                               | 1           | 0           |  |  | 3                | V Kirkov M Soto                       | V Kirkov M Soto                       | 6                       | 6                       |   |      |            |                                       |                          |                                    |                                    |   |   |        |        |        |        |        |  |
|  | Alt         | I Monzón LJ Rodríguez                        | I Monzón LJ Rodríguez                        | 7           | 6           |  |  | Alt              | I Monzón LJ Rodríguez                 | I Monzón LJ Rodríguez                 | 3                       | 2                       |   |      |            |                                       |                          |                                    |                                    |   |   |        |        |        |        |        |  |
|  | WC          | H Escurra Isnardi M Vergara del Puerto       | H Escurra Isnardi M Vergara del Puerto       | 5           | 3           |  |  |                  |                                       |                                       |                         |                         |   |      | 3          | Vasil Kirkov Matías Soto              | Vasil Kirkov Matías Soto | 6                                  | 6                                  |   |   |        |        |        |        |        |  |
|  |             | M Pucinelli de Almeida PA Saraiva dos Santos | M Pucinelli de Almeida PA Saraiva dos Santos | 2           | 4           |  |  |                  |                                       |                                       |                         |                         |   |      |            |                                       |                          | Guillermo Durán Mariano Kestelboim | Guillermo Durán Mariano Kestelboim | 3 | 4 |        |        |        |        |        |  |
|  |             | H Casanova S Rodríguez Taverna               | H Casanova S Rodríguez Taverna               | 6           | 6           |  |  |                  | H Casanova S Rodríguez Taverna        | H Casanova S Rodríguez Taverna        | 3                       | 5                       |   |      |            |                                       |                          |                                    |                                    |   |   |        |        |        |        |        |  |
|  |             | G Durán M Kestelboim                         | G Durán M Kestelboim                         | 6           | 7           |  |  |                  | G Durán M Kestelboim                  | G Durán M Kestelboim                  | 6                       | 7                       |   |      |            |                                       |                          |                                    |                                    |   |   |        |        |        |        |        |  |
|  | 4           | S Watanabe T Yuzuki                          | S Watanabe T Yuzuki                          | 4           | 5           |  |  |                  |                                       |                                       |                         |                         |   |      |            | G Durán M Kestelboim                  | G Durán M Kestelboim     | 6                                  | 6                                  |   |   |        |        |        |        |        |  |
|  |             | R Bertola G Roveri Sidney                    | 2                                            | 6           | [11]        |  |  |                  |                                       |                                       | Á Guillén Meza GI Justo | Á Guillén Meza GI Justo | 4 | 4    |            |                                       |                          |                                    |                                    |   |   |        |        |        |        |        |  |
|  |             | P Boscardin Dias JL Reis da Silva            | 6                                            | 4           | [9]         |  |  |                  | R Bertola G Roveri Sidney             | R Bertola G Roveri Sidney             | 63                      | 6                       |   |      |            |                                       |                          |                                    |                                    |   |   |        |        |        |        |        |  |
|  |             | Á Guillén Meza GI Justo                      | 4                                            | 6           | [10]        |  |  |                  | Á Guillén Meza GI Justo               | Á Guillén Meza GI Justo               | 7                       | 78                      |   |      |            |                                       |                          |                                    |                                    |   |   |        |        |        |        |        |  |
|  | 2           | B Arias F Zeballos                           | 6                                            | 4           | [4]         |  |  |                  |                                       |                                       |                         |                         |   |      |            |                                       |                          |                                    |                                    |   |   |        |        |        |        |        |  |